# Eleições estaduais em Santa Catarina em 1990
As eleições estaduais em Santa Catarina em 1990 ocorreram em 3 de outubro como parte das eleições gerais no Distrito Federal e em 26 estados brasileiros. Foram eleitos o governador Vilson Kleinübing, o vice-governador Antônio Carlos Konder Reis, o senador Esperidião Amin, 16 deputados federais e 40 estaduais num pleito decidido em primeiro turno.
Para as eleições de 1990 os catarinenses assistiram a reconciliação entre o PFL de Jorge Bornhausen e o PDS de Esperidião Amin refazendo a aliança vitoriosa em 1982 enquanto o PMDB se dividiu em três permitindo ao engenheiro Vilson Kleinübing reverter a derrota de 1986 com votação nominal recorde. Gaúcho de Montenegro, o novo governador catarinense é graduado em Engenharia Mecânica pela Universidade Federal do Rio Grande do Sul e pós-graduado em Engenharia Econômica, Administração de Empresas e finanças industriais na Universidade Federal de Santa Catarina. Diretor das Centrais Elétricas de Santa Catarina ao longo dos anos 1970, lecionou na Escola Superior de Administração e Gerência da Universidade do Estado de Santa Catarina e em 1982 foi vitorioso na eleição para deputado federal pelo PDS licenciando-se para assumir a Secretaria de Agricultura no governo de Esperidião Amin. Por conta das eleições de 1986 ingressou no PFL e perdeu a eleição para governador, porém foi eleito prefeito de Blumenau em 1988.
Seu companheiro de chapa foi o advogado Konder Reis. Diplomado pela Pontifícia Universidade Católica do Rio de Janeiro, é também museólogo e economista. Por razões familiares entrou na UDN sendo eleito deputado estadual em 1947 e 1950 e deputado federal em 1954 e 1958, não exerceu seu segundo mandato à Assembleia Legislativa de Santa Catarina para assumir uma diretoria no Instituto Nacional do Pinho. Eleito senador em 1962, deu suporte ao Regime Militar de 1964 e após a derrota na eleição para governador em 1965 optou pela ARENA reelegendo-se senador em 1970 e foi escolhido governador de Santa Catarina em 1974 pelo presidente Ernesto Geisel. Afastado da política após deixar o Palácio Rosado assumiu a Secretaria Extraordinária da Reconstrução que foi criada pelo governo Esperidião Amin para coordenar a ação do estado em virtude das enchentes de 1983, mas afastou-se do cargo a fim de eleger-se deputado federal pelo PDS em 1986 e agora vice-governador de Santa Catarina.
Na eleição para senador venceu Esperidião Amin, advogado e administrador de empresas natural de Florianópolis. Formado pela Universidade Federal de Santa Catarina e começou na vida pública ocupando cargos de direção na Secretaria de Educação de Santa Catarina durante seis anos a partir de 1969 e ao fim desse período trabalhou na empresa Telecomunicações de Santa Catarina até ser escolhido prefeito de Florianópolis em 1975 pelo governador Konder Reis sendo eleito deputado federal pela ARENA em 1978. Secretário de Transportes no governo Jorge Bornhausen, migrou para o PDS elegendo-se governador de Santa Catarina em 1982 e prefeito de Florianópolis em 1988.

## Resultado da eleição para governador
Segundo os arquivos do Tribunal Regional Eleitoral de Santa Catarina foram apurados 1.850.318 votos nominais (74,47%), 340.762 votos em branco (13,72%) e 293.471 votos nulos (11,81%), resultando no comparecimento de 2.484.551 eleitores.
| Candidatos a governador do estado | Candidatos a vice-governador | Número | Coligação                                              | Votação | Percentual |
| --------------------------------- | ---------------------------- | ------ | ------------------------------------------------------ | ------- | ---------- |
| Vilson Kleinübing PFL             | Konder Reis PDS              | 25     | União por Santa Catarina (PFL, PDS, PDC, PTB, PL, PSC) | 932.877 | 50,42%     |
| Paulo Afonso Vieira PMDB          | Ivo Vanderlinde PMDB         | 15     | PMDB (sem coligação)                                   | 556.357 | 30,07%     |
| Nelson Wedekin PDT                | Eurides Mescolotto PT        | 12     | Frente Popular (PDT, PT, PCB, PCdoB)                   | 205.931 | 11,13%     |
| Dirceu Carneiro PSDB              | Luiz dal Farra PSDB          | 45     | PSDB (sem coligação)                                   | 76.984  | 4,16%      |
| Américo Faria PRN                 | Oneide Olsen PRN             | 36     | PRN (sem coligação)                                    | 62.362  | 3,37%      |
| Nilton Mateus PMN                 | Maximino Luiz Hertz PMN      | 33     | PMN (sem coligação)                                    | 15.807  | 0,85%      |

## Resultado da eleição para senador
Segundo os arquivos do Tribunal Regional Eleitoral de Santa Catarina foram apurados 1.590.824 votos nominais (64,03%), 618.313 votos em branco (24,89%) e 275.414 votos nulos (11,08%), resultando no comparecimento de 2.484.551 eleitores.
| Candidatos a senador da República | Candidatos a suplente de senador                  | Número | Coligação                                              | Votação | Percentual |
| --------------------------------- | ------------------------------------------------- | ------ | ------------------------------------------------------ | ------- | ---------- |
| Esperidião Amin PDS               | Dilso Cecchin PDS Sandra Guidi PDS                | 111    | União por Santa Catarina (PFL, PDS, PDC, PTB, PL, PSC) | 981.963 | 61,73%     |
| Vilson de Souza PSDB              | Moacir Sopelsa PMDB Lauro Vieira de Brito PMDB    | 451    | Unidade Progressista (PSDB, PMDB)                      | 413.241 | 25,98%     |
| José Fritsch PT                   | Acácio Bernardes PDT Edson Carlos Rodrigues PT    | 131    | Frente Popular (PDT, PT, PCB, PCdoB)                   | 158.993 | 9,99%      |
| Antônio Pichetti PRN              | José Geraldo Ramos Virmond PRN Vilarino Wolff PRN | 361    | PRN (sem coligação)                                    | 36.627  | 2,30%      |

## Deputados federais eleitos
São relacionados os candidatos eleitos com informações complementares da Câmara dos Deputados.

Representação eleita
  PDS: 5
  PMDB: 5
  PFL: 3
  PL: 1
  PT: 1
  PDT: 1

| Número | Deputados federais eleitos | Partido | Votação | Percentual | Cidade onde nasceu   | Unidade federativa |
| 1133   | Ângela Amin                | PDS     | 129.011 | 6,97%      | Indaial              | Santa Catarina     |
| 2590   | César Souza                | PFL     | 95.749  | 5,17%      | Rio do Sul           | Santa Catarina     |
| 1190   | Paulo Bauer                | PDS     | 52.144  | 2,81%      | Blumenau             | Santa Catarina     |
| 2550   | Nelson Morro               | PFL     | 49.785  | 2,69%      | Indaial              | Santa Catarina     |
| 1540   | Luiz Henrique da Silveira  | PMDB    | 49.091  | 2,65%      | Blumenau             | Santa Catarina     |
| 2290   | Jarvis Gaidzinski          | PL      | 49.041  | 2,65%      | Criciúma             | Santa Catarina     |
| 2512   | Paulo Duarte               | PFL     | 47.591  | 2,57%      | Lages                | Santa Catarina     |
| 1141   | Ruberval Pilotto           | PDS     | 45.742  | 2,47%      | Urussanga            | Santa Catarina     |
| 1130   | Hugo Biehl                 | PDS     | 45.010  | 2,43%      | Piratuba             | Santa Catarina     |
| 1120   | Vasco Furlan               | PDS     | 39.858  | 2,15%      | Tupanciretã          | Rio Grande do Sul  |
| 1333   | Luci Choinacki             | PT      | 36.744  | 1,98%      | Descanso             | Santa Catarina     |
| 1530   | Eduardo Pinho Moreira      | PMDB    | 32.994  | 1,78%      | Laguna               | Santa Catarina     |
| 1590   | Dejandir Dalpasquale       | PMDB    | 29.868  | 1,61%      | Encantado            | Rio Grande do Sul  |
| 1560   | Neuto de Conto             | PMDB    | 27.400  | 1,48%      | Encantado            | Rio Grande do Sul  |
| 1567   | Renato Vianna              | PMDB    | 23.911  | 1,29%      | Blumenau             | Santa Catarina     |
| 1234   | Dércio Knop                | PDT     | 13.740  | 0,74%      | Palmeira das Missões | Rio Grande do Sul  |

## Deputados estaduais eleitos
Na disputa pelas quarenta cadeiras da Assembleia Legislativa de Santa Catarina.

Representação eleita
  PMDB: 11
  PDS: 10
  PFL: 7
  PT: 4
  PRN: 3
  PDC: 1
  PL: 1
  PDT: 1
  PCB: 1
  PSDB: 1

| Número | Deputados estaduais eleitos | Partido | Votação | Percentual | Cidade onde nasceu | Unidade federativa |
| 11233  | Reno Caramori               | PDS     | 34.506  | 1,62%      | Getúlio Vargas     | Rio Grande do Sul  |
| 25120  | Wittich Freitag             | PFL     | 23.412  | 1,10%      | Blumenau           | Santa Catarina     |
| 15180  | Luiz Marini                 | PMDB    | 21.787  | 1,02%      | Concórdia          | Santa Catarina     |
| 11223  | Pedro Bittencourt Neto      | PDS     | 20.618  | 0,97%      | Florianópolis      | Santa Catarina     |
| 36222  | Mário Roberto Cavallazzi    | PRN     | 20.452  | 0,96%      | Florianópolis      | Santa Catarina     |
| 15140  | João Batista Matos          | PMDB    | 20.356  | 0,96%      | Ituporanga         | Santa Catarina     |
| 25255  | Sidney Pacheco              | PFL     | 19.594  | 0,92%      | Florianópolis      | Santa Catarina     |
| 11134  | Wilson Wan-Dall             | PDS     | 19.287  | 0,91%      | Gaspar             | Santa Catarina     |
| 15240  | Durval Vasel                | PMDB    | 19.169  | 0,90%      | Jaraguá do Sul     | Santa Catarina     |
| 25250  | Germano Vieira              | PFL     | 18.513  | 0,87%      | Angelina           | Santa Catarina     |
| 11203  | Gilmar Knaesel              | PDS     | 18.155  | 0,85%      | Pomerode           | Santa Catarina     |
| 15115  | Arnaldo Schmitt Jr          | PMDB    | 17.108  | 0,80%      | Itajaí             | Santa Catarina     |
| 15210  | Rivaldo Macari              | PMDB    | 16.998  | 0,80%      | Rio de Janeiro     | Rio de Janeiro     |
| 15260  | Luiz Basso                  | PMDB    | 16.834  | 0,79%      | Flores da Cunha    | Rio Grande do Sul  |
| 25200  | Onofre Agostini             | PFL     | 16.532  | 0,78%      | Ipê                | Rio Grande do Sul  |
| 11123  | Udo Wagner                  | PDS     | 16.507  | 0,78%      | Guaramirim         | Santa Catarina     |
| 11211  | Otávio Gilson dos Santos    | PDS     | 15.695  | 0,74%      | Paulo Lopes        | Santa Catarina     |
| 15220  | Herneus de Nadal            | PMDB    | 15.587  | 0,73%      | Palmitos           | Santa Catarina     |
| 25202  | Joaquim Coelho Lemos        | PFL     | 15.404  | 0,72%      | Itajubá            | Minas Gerais       |
| 25111  | Júlio Garcia                | PFL     | 15.307  | 0,72%      | Florianópolis      | Santa Catarina     |
| 17101  | Marcelo Rego                | PDC     | 14.266  | 0,67%      | Rio de Janeiro     | Rio de Janeiro     |
| 25225  | Arnoldo Rinnert             | PFL     | 14.258  | 0,67%      | Trombudo Central   | Santa Catarina     |
| 11121  | José Zeferino Pedroso       | PDS     | 14.078  | 0,66%      | Campos Novos       | Santa Catarina     |
| 11266  | Gervásio Maciel             | PDS     | 13.676  | 0,64%      | Palhoça            | Santa Catarina     |
| 11290  | Cairu Hack                  | PDS     | 13.524  | 0,64%      | Pato Branco        | Paraná             |
| 15221  | Miguel Ximenes Filho        | PMDB    | 13.232  | 0,62%      | Tubarão            | Santa Catarina     |
| 22200  | Antônio Ceron               | PL      | 12.520  | 0,59%      | Tangará            | Santa Catarina     |
| 36123  | Ivan Ranzolin               | PRN     | 12.518  | 0,59%      | Lages              | Santa Catarina     |
| 11165  | Leodegar Tiscoski           | PDS     | 12.045  | 0,57%      | Sombrio            | Santa Catarina     |
| 15157  | Manoel Mota                 | PMDB    | 12.019  | 0,56%      | Araranguá          | Santa Catarina     |
| 15104  | Edinho Bez                  | PMDB    | 11.712  | 0,55%      | Gravatal           | Santa Catarina     |
| 15170  | Lírio Rosso                 | PMDB    | 11.642  | 0,55%      | Criciúma           | Santa Catarina     |
| 36110  | Jair Silveira               | PRN     | 11.008  | 0,52%      | Antônio Carlos     | Santa Catarina     |
| 12250  | José Celso Bonatelli        | PDT     | 10.010  | 0,47%      | Bariri             | São Paulo          |
| 23222  | Sérgio Grando               | PCB     | 8.748   | 0,41%      | Veranópolis        | Rio Grande do Sul  |
| 13110  | Idelvino Furlanetto         | PT      | 8.720   | 0,41%      | Lagoa Vermelha     | Rio Grande do Sul  |
| 45160  | Nilton Fagundes             | PSDB    | 7.361   | 0,35%      | Tijucas            | Santa Catarina     |
| 13211  | Vilson Santin               | PT      | 7.141   | 0,34%      | Xanxerê            | Santa Catarina     |
| 13222  | Afonso Spaniol              | PT      | 6.572   | 0,31%      | Itapiranga         | Santa Catarina     |
| 13235  | Milton Mendes               | PT      | 6.285   | 0,30%      | Laguna             | Santa Catarina     |